# 津路參汰
津路參汰（津路 参汰、つじ さんた，？—）是所屬Nitro+的原畫家、插圖畫家。參加了由產業經濟新聞社主辦的『繪師100人展』。

## 人物
Over perspective是其繪畫時的特技。在觀看過新世紀福音戰士後以作為動畫師志願。在専門學校畢業後便在動畫制作公司就職 。原本的工作是負責中間動畫(Inbetweens Animation)，但由於想畫插畫及偶然在朋友的介紹下成為Nitro+的原畫家。

## 作品一覽

### 原畫
- [2]
- [2]
- 超級索尼子[2]
- NITRO+ROYALE -HEROINES DUEL-[2]
- STAR MINE GIRL[2]
  - STAR MINE GIRL SPECIAL[2]
- [2]
- 你和她和她的恋爱。[3]

### 其他
- NITRO SUPER SONIC 2006 官方小冊子（封面）[4]
- （插畫）[5]
- STAR MINE GIRL（插畫）[6]
- 魔法少女小圓☆魔力（予告插畫 - 第3話）[7]

## 外部連結
- （日語）
- （日語）